# Baryancistrus
Baryancistrus – rodzaj słodkowodnych ryb sumokształtnych z rodziny zbrojnikowatych (Loricariidae). Spotykane w hodowlach akwariowych. Zaliczane do glonojadów.

## Zasięg występowania
Ameryka Południowa: Kolumbia, Wenezuela i Brazylia.

## Klasyfikacja
Gatunki zaliczane do tego rodzaju:
- Baryancistrus beggini
- Baryancistrus chrysolomus
- Baryancistrus demantoides
- Baryancistrus hadrostomus[3]
- Baryancistrus longipinnis
- Baryancistrus micropunctatus[3]
- Baryancistrus niveatus
- Baryancistrus xanthellus

Gatunkiem typowym jest Hypostomus niveatus (B. niveatus).

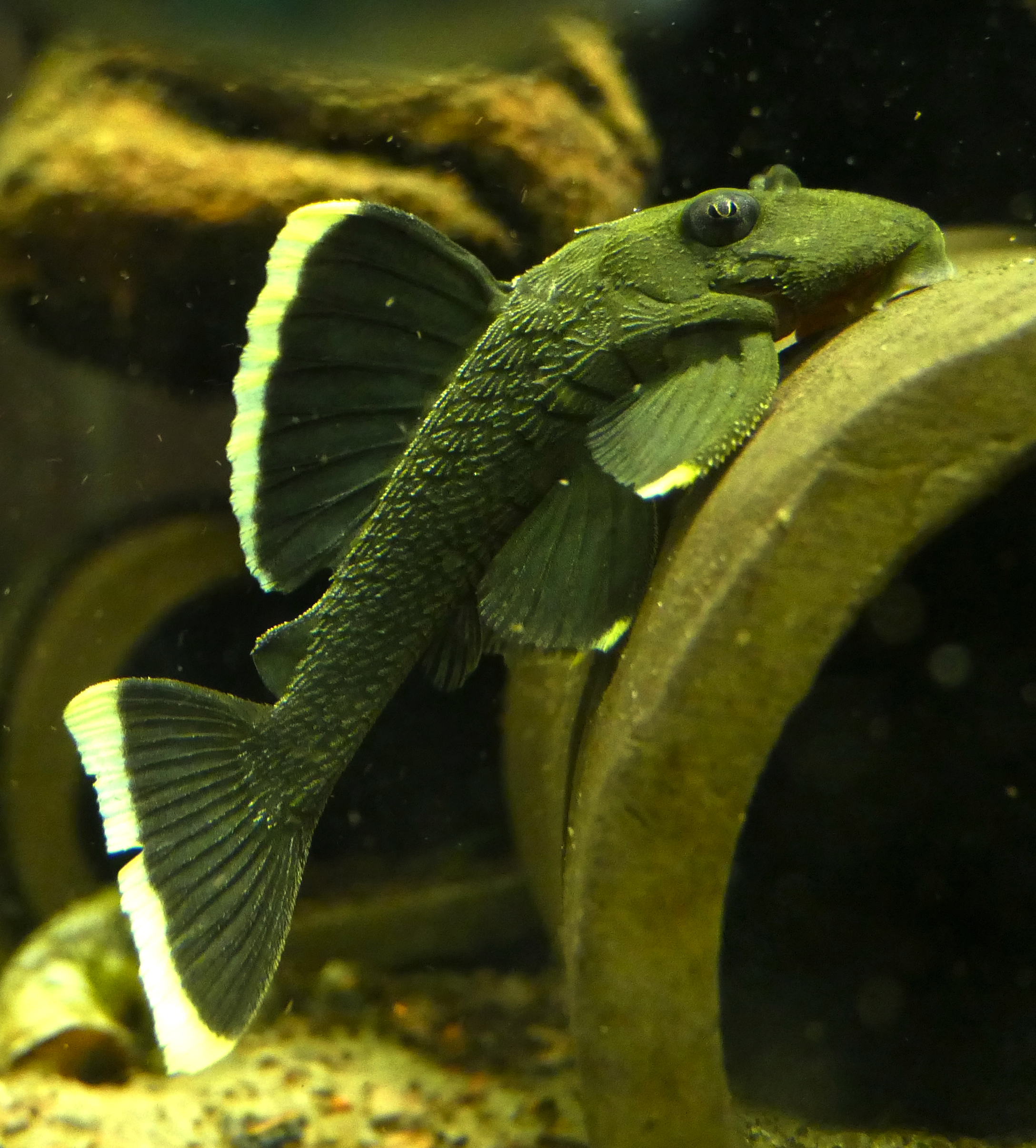
Baryancistrus chrysolomus
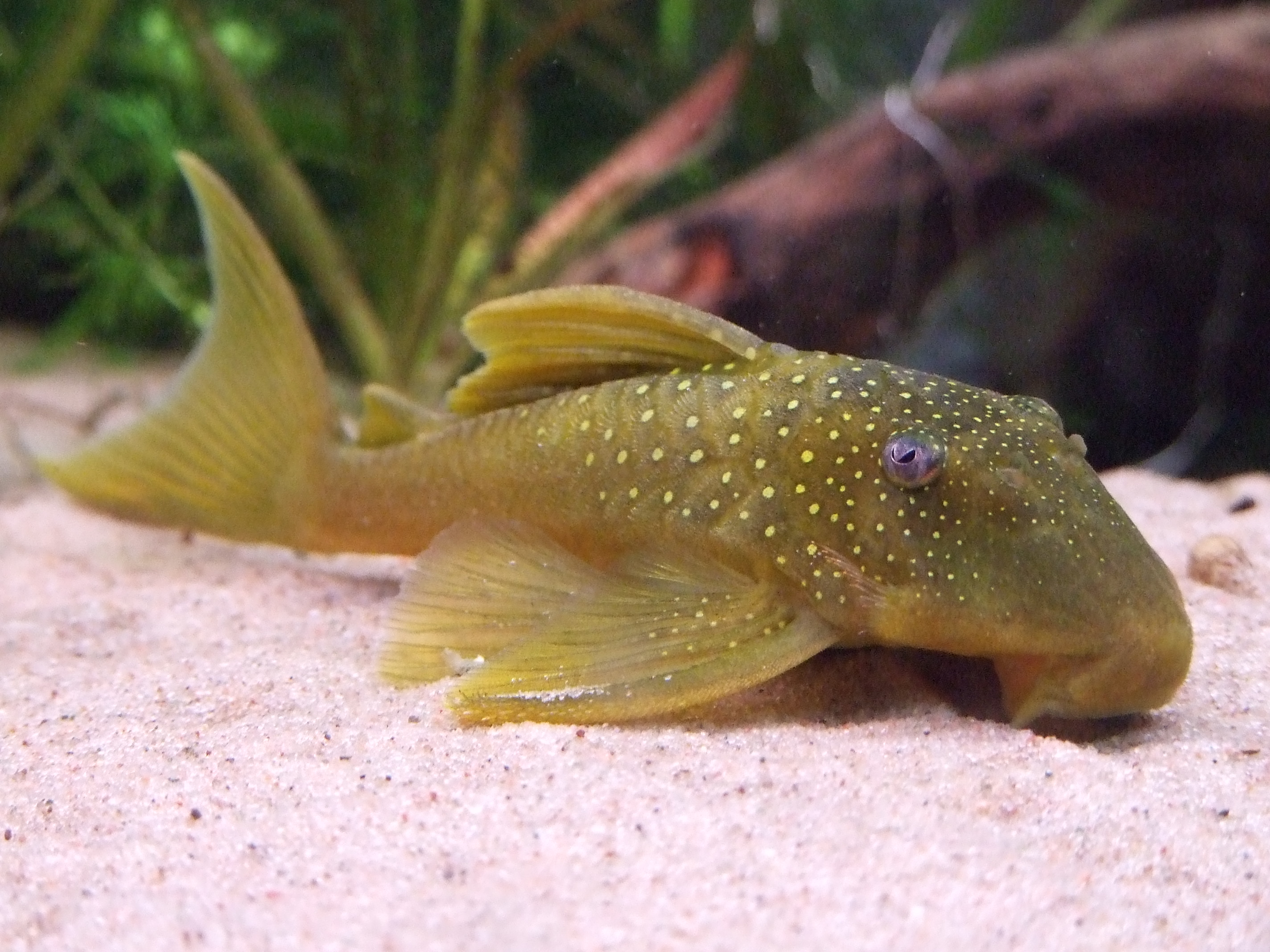
Baryancistrus demantoides
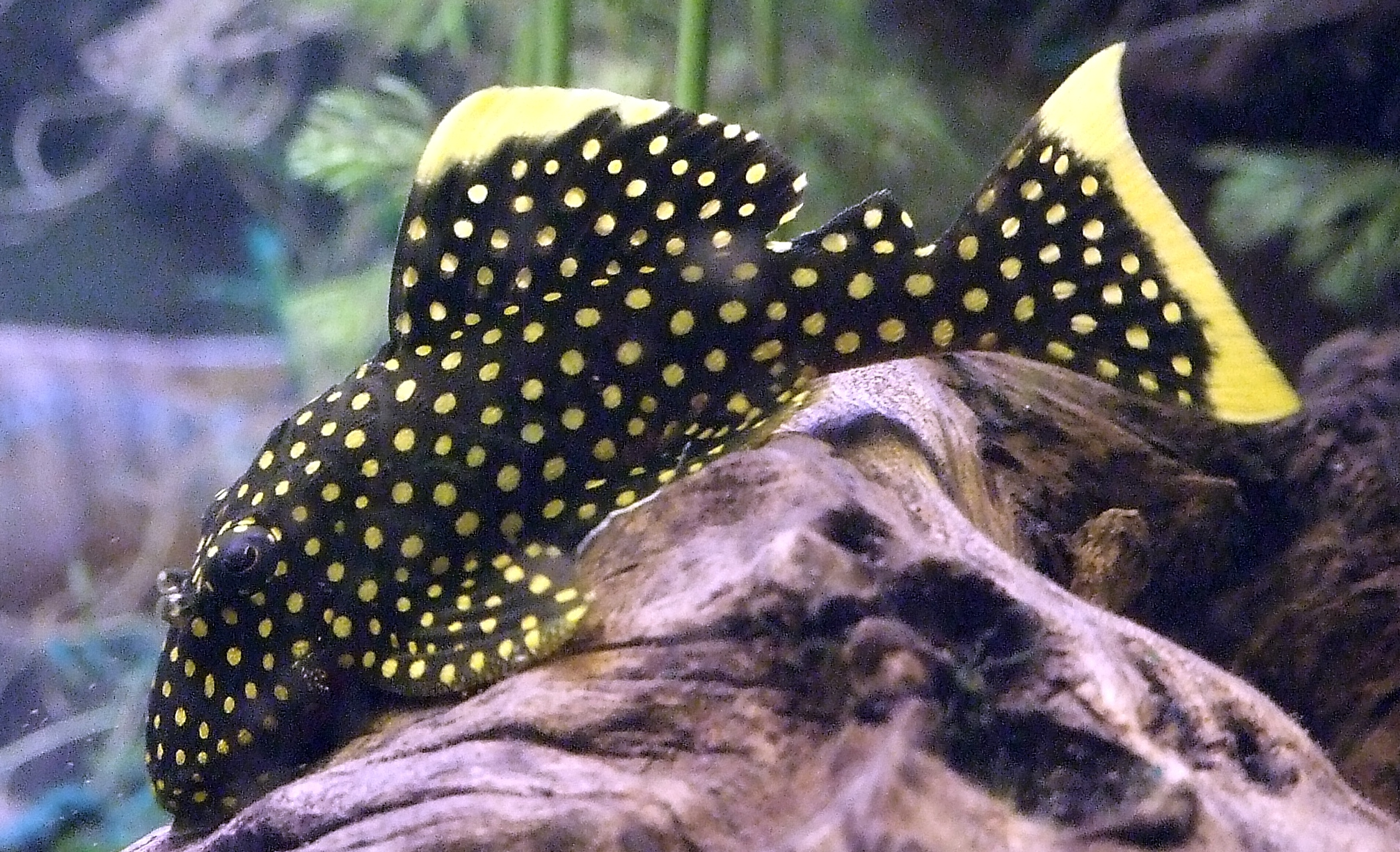
Baryancistrus xanthellus